# 18e étape du Tour d'Espagne 2017
La 18e étape du Tour d'Espagne 2017 se déroule le jeudi 7 septembre 2017, entre Suances et Santo Toribio de Liébana, sur une distance de 169 kilomètres.

## Résultats

### Classement de l'étape
| \| Classement de l'étape \| Classement de l'étape \| Classement de l'étape \| Classement de l'étape \| Classement de l'étape \| \| Coureur \| Coureur \| Pays \| Équipe \| Temps \| \| --------------------- \| --------------------- \| --------------------- \| ---------------------- \| --------------------- \| \| 1er \| Sander Armée \| Belgique \| Lotto-Soudal \| 4 h 09 min 39 s \| \| 2e \| Alexey Lutsenko \| Kazakhstan \| Astana \| + 31 s \| \| 3e \| Giovanni Visconti \| Italie \| Bahrain-Merida \| + 46 s \| \| 4e \| Alexis Gougeard \| France \| AG2R La Mondiale \| + 1 min 02 s \| \| 5e \| José Joaquín Rojas \| Espagne \| Movistar Team \| + 1 min 06 s \| \| 6e \| Alessandro De Marchi \| Italie \| BMC Racing Team \| + 1 min 19 s \| \| 7e \| Matteo Trentin \| Italie \| Quick-Step Floors \| + 1 min 21 s \| \| 8e \| Sergio Pardilla \| Espagne \| Caja Rural-Seguros RGA \| + 1 min 21 s \| \| 9e \| Antwan Tolhoek \| Pays-Bas \| LottoNL-Jumbo \| + 1 min 38 s \| \| 10e \| Anthony Roux \| France \| FDJ \| + 1 min 42 s \| |                      |            |                        |                 |
| |                      |            |                        |                 |
| Source : ProCyclingStats |                      |            |                        |                 |
| Classement de l'étape |                      |            |                        |                 |
| Coureur | Coureur              | Pays       | Équipe                 | Temps           |
| 1er | Sander Armée         | Belgique   | Lotto-Soudal           | 4 h 09 min 39 s |
| 2e | Alexey Lutsenko      | Kazakhstan | Astana                 | + 31 s          |
| 3e | Giovanni Visconti    | Italie     | Bahrain-Merida         | + 46 s          |
| 4e | Alexis Gougeard      | France     | AG2R La Mondiale       | + 1 min 02 s    |
| 5e | José Joaquín Rojas   | Espagne    | Movistar Team          | + 1 min 06 s    |
| 6e | Alessandro De Marchi | Italie     | BMC Racing Team        | + 1 min 19 s    |
| 7e | Matteo Trentin       | Italie     | Quick-Step Floors      | + 1 min 21 s    |
| 8e | Sergio Pardilla      | Espagne    | Caja Rural-Seguros RGA | + 1 min 21 s    |
| 9e | Antwan Tolhoek       | Pays-Bas   | LottoNL-Jumbo          | + 1 min 38 s    |
| 10e | Anthony Roux         | France     | FDJ                    | + 1 min 42 s    |

### Points attribués
| Sprint intermédiaire - Sobrelapeña CA-282 (km 132,7) | Sprint intermédiaire - Sobrelapeña CA-282 (km 132,7) | Sprint intermédiaire - Sobrelapeña CA-282 (km 132,7) | Sprint intermédiaire - Sobrelapeña CA-282 (km 132,7) | Sprint intermédiaire - Sobrelapeña CA-282 (km 132,7) |
| ---------------------------------------------------- | ---------------------------------------------------- | ---------------------------------------------------- | ---------------------------------------------------- | ---------------------------------------------------- |
|                                                      | Coureur                                              | Pays                                                 | Équipe                                               | Point(s)                                             |
| 1er                                                  | Matteo Trentin                                       | Italie                                               | Quick-Step Floors                                    | 4                                                    |
| 2e                                                   | Matej Mohorič                                        | Slovénie                                             | UAE Emirates                                         | 2                                                    |
| 3e                                                   | Marc Soler                                           | Espagne                                              | Movistar                                             | 1                                                    |
| modifier                                             |                                                      |                                                      |                                                      |                                                      |

| Arrivée d'étape - Santo Toribio de Liébana (km 169) | Arrivée d'étape - Santo Toribio de Liébana (km 169) | Arrivée d'étape - Santo Toribio de Liébana (km 169) | Arrivée d'étape - Santo Toribio de Liébana (km 169) | Arrivée d'étape - Santo Toribio de Liébana (km 169) |
| --------------------------------------------------- | --------------------------------------------------- | --------------------------------------------------- | --------------------------------------------------- | --------------------------------------------------- |
|                                                     | Coureur                                             | Pays                                                | Équipe                                              | Point(s)                                            |
| 1er                                                 | Sander Armée                                        | Belgique                                            | Lotto-Soudal                                        | 25                                                  |
| 2e                                                  | Alexey Lutsenko                                     | Kazakhstan                                          | Astana                                              | 20                                                  |
| 3e                                                  | Giovanni Visconti                                   | Italie                                              | Bahrain-Merida                                      | 16                                                  |
| 4e                                                  | Alexis Gougeard                                     | France                                              | AG2R La Mondiale                                    | 14                                                  |
| 5e                                                  | José Joaquín Rojas                                  | Espagne                                             | Movistar                                            | 12                                                  |
| 6e                                                  | Alessandro De Marchi                                | Italie                                              | BMC Racing                                          | 10                                                  |
| 7e                                                  | Matteo Trentin                                      | Italie                                              | Quick-Step Floors                                   | 9                                                   |
| 8e                                                  | Sergio Pardilla                                     | Espagne                                             | Caja Rural-Seguros RGA                              | 8                                                   |
| 9e                                                  | Antwan Tolhoek                                      | Pays-Bas                                            | Lotto NL-Jumbo                                      | 7                                                   |
| 10e                                                 | Anthony Roux                                        | France                                              | FDJ                                                 | 6                                                   |
| 11e                                                 | Patrick Konrad                                      | Autriche                                            | Bora-Hansgrohe                                      | 5                                                   |
| 12e                                                 | Aldemar Reyes                                       | Colombie                                            | Manzana Postobón                                    | 4                                                   |
| 13e                                                 | Julian Alaphilippe                                  | France                                              | Quick-Step Floors                                   | 3                                                   |
| 14e                                                 | Matej Mohorič                                       | Slovénie                                            | UAE Emirates                                        | 2                                                   |
| 15e                                                 | Stéphane Rossetto                                   | France                                              | Cofidis                                             | 1                                                   |
| modifier                                            |                                                     |                                                     |                                                     |                                                     |

|   | Coureur        | Pays     | Équipe            | Secondes |
| - | -------------- | -------- | ----------------- | -------- |
| 1 | Matteo Trentin | Italie   | Quick-Step Floors | 3 s      |
| 2 | Matej Mohorič  | Slovénie | UAE Emirates      | 2 s      |
| 3 | Marc Soler     | Espagne  | Movistar          | 1 s      |

|   | Coureur           | Pays       | Équipe         | Secondes |
| - | ----------------- | ---------- | -------------- | -------- |
| 1 | Sander Armée      | Belgique   | Lotto-Soudal   | 10 s     |
| 2 | Alexey Lutsenko   | Kazakhstan | Astana         | 6 s      |
| 3 | Giovanni Visconti | Italie     | Bahrain-Merida | 4 s      |

### Cols et côtes
| Collada de Carmona (km 109,5) 3e catégorie (4,8 km à 7,2%) | Collada de Carmona (km 109,5) 3e catégorie (4,8 km à 7,2%) | Collada de Carmona (km 109,5) 3e catégorie (4,8 km à 7,2%) | Collada de Carmona (km 109,5) 3e catégorie (4,8 km à 7,2%) | Collada de Carmona (km 109,5) 3e catégorie (4,8 km à 7,2%) |
| ---------------------------------------------------------- | ---------------------------------------------------------- | ---------------------------------------------------------- | ---------------------------------------------------------- | ---------------------------------------------------------- |
|                                                            | Coureur                                                    | Pays                                                       | Équipe                                                     | Point(s)                                                   |
| 1er                                                        | José Joaquin Rojas                                         | Espagne                                                    | Movistar                                                   | 3                                                          |
| 2e                                                         | Toms Skujiņš                                               | Lettonie                                                   | Cannondale-Drapac                                          | 2                                                          |
| 3e                                                         | Antwan Tolhoek                                             | Pays-Bas                                                   | Lotto NL-Jumbo                                             | 1                                                          |
| modifier                                                   |                                                            |                                                            |                                                            |                                                            |

| Collada de Ozalba (km 126) 3e catégorie (6 km à 6,6%) | Collada de Ozalba (km 126) 3e catégorie (6 km à 6,6%) | Collada de Ozalba (km 126) 3e catégorie (6 km à 6,6%) | Collada de Ozalba (km 126) 3e catégorie (6 km à 6,6%) | Collada de Ozalba (km 126) 3e catégorie (6 km à 6,6%) |
| ----------------------------------------------------- | ----------------------------------------------------- | ----------------------------------------------------- | ----------------------------------------------------- | ----------------------------------------------------- |
|                                                       | Coureur                                               | Pays                                                  | Équipe                                                | Point(s)                                              |
| 1er                                                   | Jose Joaquin Rojas                                    | Espagne                                               | Movistar                                              | 3                                                     |
| 2e                                                    | Matteo Trentin                                        | Italie                                                | Quick-Step Floors                                     | 2                                                     |
| 3e                                                    | Alexey Lutsenko                                       | Kazakhstan                                            | Astana                                                | 1                                                     |
| modifier                                              |                                                       |                                                       |                                                       |                                                       |

| Collada de la Hoz (km 139,7) 2e catégorie (7 km à 6%) | Collada de la Hoz (km 139,7) 2e catégorie (7 km à 6%) | Collada de la Hoz (km 139,7) 2e catégorie (7 km à 6%) | Collada de la Hoz (km 139,7) 2e catégorie (7 km à 6%) | Collada de la Hoz (km 139,7) 2e catégorie (7 km à 6%) |
| ----------------------------------------------------- | ----------------------------------------------------- | ----------------------------------------------------- | ----------------------------------------------------- | ----------------------------------------------------- |
|                                                       | Coureur                                               | Pays                                                  | Équipe                                                | Point(s)                                              |
| 1er                                                   | Jose Joaquin Rojas                                    | Espagne                                               | Movistar                                              | 5                                                     |
| 2e                                                    | Alexis Gougeard                                       | France                                                | AG2R La Mondiale                                      | 3                                                     |
| 3e                                                    | Sander Armée                                          | Belgique                                              | Lotto-Soudal                                          | 1                                                     |
| modifier                                              |                                                       |                                                       |                                                       |                                                       |

| Alto de Santo Toribio de Liébana (km 169) 3e catégorie (3,2 km à 6,4%) | Alto de Santo Toribio de Liébana (km 169) 3e catégorie (3,2 km à 6,4%) | Alto de Santo Toribio de Liébana (km 169) 3e catégorie (3,2 km à 6,4%) | Alto de Santo Toribio de Liébana (km 169) 3e catégorie (3,2 km à 6,4%) | Alto de Santo Toribio de Liébana (km 169) 3e catégorie (3,2 km à 6,4%) |
| ---------------------------------------------------------------------- | ---------------------------------------------------------------------- | ---------------------------------------------------------------------- | ---------------------------------------------------------------------- | ---------------------------------------------------------------------- |
|                                                                        | Coureur                                                                | Pays                                                                   | Équipe                                                                 | Point(s)                                                               |
| 1er                                                                    | Sander Armée                                                           | Belgique                                                               | Lotto-Soudal                                                           | 3                                                                      |
| 2e                                                                     | Alexey Lutsenko                                                        | Kazakhstan                                                             | Astana                                                                 | 2                                                                      |
| 3e                                                                     | Giovanni Visconti                                                      | Italie                                                                 | Bahrain-Merida                                                         | 1                                                                      |
| modifier                                                               |                                                                        |                                                                        |                                                                        |                                                                        |

## Classements à l'issue de l'étape

### Classement général
| \| Classement général \| Classement général \| Classement général \| Classement général \| Classement général \| \| Coureur \| Coureur \| Pays \| Équipe \| Temps \| \| ------------------ \| ------------------ \| ------------------ \| ------------------ \| ------------------ \| \| 1er \| Christopher Froome \| Royaume-Uni \| Team Sky \| 72 h 03 min 50 s \| \| 2e \| Vincenzo Nibali \| Italie \| Bahrain-Merida \| + 1 min 37 s \| \| 3e \| Wilco Kelderman \| Pays-Bas \| Team Sunweb \| + 2 min 17 s \| \| 4e \| Ilnur Zakarin \| Russie \| Katusha-Alpecin \| + 2 min 29 s \| \| 5e \| Alberto Contador \| Espagne \| Trek-Segafredo \| + 3 min 34 s \| \| 6e \| Miguel Ángel López \| Colombie \| Astana \| + 5 min 16 s \| \| 7e \| Michael Woods \| Canada \| Cannondale-Drapac \| + 6 min 33 s \| \| 8e \| Fabio Aru \| Italie \| Astana \| + 6 min 33 s \| \| 9e \| Wout Poels \| Pays-Bas \| Team Sky \| + 6 min 47 s \| \| 10e \| Steven Kruijswijk \| Pays-Bas \| LottoNL-Jumbo \| + 10 min 26 s \| |                    |             |                   |                  |
| |                    |             |                   |                  |
| Source : ProCyclingStats |                    |             |                   |                  |
| Classement général |                    |             |                   |                  |
| Coureur | Coureur            | Pays        | Équipe            | Temps            |
| 1er | Christopher Froome | Royaume-Uni | Team Sky          | 72 h 03 min 50 s |
| 2e | Vincenzo Nibali    | Italie      | Bahrain-Merida    | + 1 min 37 s     |
| 3e | Wilco Kelderman    | Pays-Bas    | Team Sunweb       | + 2 min 17 s     |
| 4e | Ilnur Zakarin      | Russie      | Katusha-Alpecin   | + 2 min 29 s     |
| 5e | Alberto Contador   | Espagne     | Trek-Segafredo    | + 3 min 34 s     |
| 6e | Miguel Ángel López | Colombie    | Astana            | + 5 min 16 s     |
| 7e | Michael Woods      | Canada      | Cannondale-Drapac | + 6 min 33 s     |
| 8e | Fabio Aru          | Italie      | Astana            | + 6 min 33 s     |
| 9e | Wout Poels         | Pays-Bas    | Team Sky          | + 6 min 47 s     |
| 10e | Steven Kruijswijk  | Pays-Bas    | LottoNL-Jumbo     | + 10 min 26 s    |

### Classement par points
| Classement par points | Classement par points | Classement par points | Classement par points | Classement par points |
| Coureur               | Coureur               | Pays                  | Équipe                | Points                |
| --------------------- | --------------------- | --------------------- | --------------------- | --------------------- |
| 1er                   | Christopher Froome    | Royaume-Uni           | Team Sky              | 137 pts               |
| 2e                    | Matteo Trentin        | Italie                | Quick-Step Floors     | 121 pts               |
| 3e                    | Vincenzo Nibali       | Italie                | Bahrain-Merida        | 118 pts               |
| 4e                    | Miguel Ángel López    | Colombie              | Astana                | 90 pts                |
| 5e                    | Wilco Kelderman       | Pays-Bas              | Team Sunweb           | 89 pts                |
| 6e                    | Alberto Contador      | Espagne               | Trek-Segafredo        | 80 pts                |
| 7e                    | Ilnur Zakarin         | Russie                | Katusha-Alpecin       | 79 pts                |
| 8e                    | José Joaquín Rojas    | Espagne               | Movistar Team         | 69 pts                |
| 9e                    | Esteban Chaves        | Colombie              | Orica-Scott           | 61 pts                |
| 10e                   | Paweł Poljański       | Pologne               | Bora-Hansgrohe        | 58 pts                |

### Classement du meilleur grimpeur
| Classement du meilleur grimpeur | Classement du meilleur grimpeur | Classement du meilleur grimpeur | Classement du meilleur grimpeur | Classement du meilleur grimpeur |
| ------------------------------- | ------------------------------- | ------------------------------- | ------------------------------- | ------------------------------- |
|                                 | Coureur                         | Pays                            | Équipe                          | Point(s)                        |
| 1er                             | Davide Villella                 | Italie                          | Cannondale-Drapac               | 54 points                       |
| 2e                              | Miguel Ángel López              | Colombie                        | Astana                          | 47 pts                          |
| 3e                              | José Joaquín Rojas              | Espagne                         | Movistar                        | 33 pts                          |
| 4e                              | Christopher Froome              | Royaume-Uni                     | Sky                             | 29 pts                          |
| 5e                              | Rafał Majka                     | Pologne                         | Bora-Hansgrohe                  | 28 pts                          |
| 6e                              | Stefan Denifl                   | Autriche                        | Aqua Blue Sport                 | 26 pts                          |
| 7e                              | Romain Bardet                   | France                          | AG2R La Mondiale                | 20 pts                          |
| 8e                              | Ilnur Zakarin                   | Russie                          | Katusha-Alpecin                 | 20 pts                          |
| 9e                              | Thomas De Gendt                 | Belgique                        | Lotto-Soudal                    | 19 pts                          |
| 10e                             | Sander Armée                    | Belgique                        | Lotto-Soudal                    | 18 pts                          |
| modifier                        |                                 |                                 |                                 |                                 |

### Classement du combiné
| Classement du combiné | Classement du combiné | Classement du combiné | Classement du combiné | Classement du combiné |
| --------------------- | --------------------- | --------------------- | --------------------- | --------------------- |
|                       | Coureur               | Pays                  | Équipe                | Point(s)              |
| 1er                   | Christopher Froome    | Royaume-Uni           | Sky                   | 6 points              |
| 2e                    | Miguel Ángel López    | Colombie              | Astana                | 12 pts                |
| 3e                    | Vincenzo Nibali       | Italie                | Bahrain-Merida        | 18 pts                |
| 4e                    | Ilnur Zakarin         | Russie                | Katusha-Alpecin       | 19 pts                |
| 5e                    | Wilco Kelderman       | Pays-Bas              | Sunweb                | 22 pts                |
| 6e                    | Alberto Contador      | Espagne               | Trek-Segafredo        | 28 pts                |
| 7e                    | Esteban Chaves        | Colombie              | Orica-Scott           | 33 pts                |
| 8e                    | José Joaquin Rojas    | Espagne               | Movistar              | 38 pts                |
| 9e                    | Michael Woods         | Canada                | Cannondale-Drapac     | 46 pts                |
| 10e                   | Romain Bardet         | France                | AG2R La Mondiale      | 50 pts                |
| modifier              |                       |                       |                       |                       |

### Classement par équipes
| Classement par équipes | Classement par équipes | Classement par équipes | Classement par équipes |
| Équipe                 | Équipe                 | Pays                   | Temps                  |
| ---------------------- | ---------------------- | ---------------------- | ---------------------- |
| 1re                    | Astana                 | Kazakhstan             | 215 h 42 min 32 s      |
| 2e                     | Sky                    | Royaume-Uni            | + 20 min 47 s          |
| 3e                     | Movistar Team          | Espagne                | + 30 min 35 s          |
| 4e                     | UAE Team Emirates      | Émirats arabes unis    | + 1 h 03 min 57 s      |
| 5e                     | Orica-Scott            | Australie              | + 1 h 32 min 04 s      |

## Abandon(s)
- 147 -  Maxime Monfort (Lotto-Soudal) : Non partant